# Wennerbergs förlag
Wennerbergs förlag var ett klassiskt svenskt bokförlag i Malmö som inledde sin verksamhet 1950 med att utge deckarserien Jaguar. Verksamheten växte sedan med serier som Pyramidböckerna, Bill och Ben, Big Jim, Jim och Jeff, Victory, Walt Slade, Mysrysare, Carneval, Vita serien, Prärie (följd av Nya Prärie), Arizona, Texas, Nick Carter, Carter Brown, Kent-sagan, Rymd-böckerna och De överlevande. Tillsammans med B. Wahlströms bokförlag dominerade förlaget marknaden för kiosklitteratur under 1950- fram till 1970-talet.
Wennerbergs förlag förvärvade Romanförlaget 1964  och Pingvinförlaget 1975.
Inledningsvis ingick Wennerbergs förlag i den danskägda koncernen Winther Publishers Holding Ltd och böckerna trycktes av danska Uniprint A/S, som också var en del av koncernen. Som förlagsnamn upphörde Wennerbergs förlag 1984 när det slogs ihop med Winthers förlag, som 1991 slogs ihop med Richters förlag AB, som 2006 blev Damm förlag.